# フランシス・ネイピア (第8代ネイピア卿)
第8代ネイピア卿フランシス・ネイピア（英語: Francis Napier, 8th Lord Napier、1758年2月23日 – 1823年8月1日）は、スコットランド貴族。

## 生涯
第7代ネイピア卿ウィリアム・ネイピアとメアリー・アン・カスカート（Mary Anne Cathcart、1727年10月26日 – 1774年7月11日、第8代カスカート卿チャールズ・カスカートの娘）の息子として、1758年2月23日にイプスウィッチで生まれた。1775年1月2日に父が死去すると、ネイピア卿の爵位を継承した。
1774年に第31歩兵連隊に入隊、アメリカ独立戦争に参戦したが、1777年のサラトガの戦いで捕虜になった。その後、1784年から1789年まで第4歩兵連隊で少佐を務めた。
1788年から1790年までスコットランド・グランドロッジのグランドマスターを務め、1789年にはエディンバラ大学からLL.D.の学位を授与された。
1790年イギリス総選挙ではネイピア卿の継承権について異議が唱えられたが、1793年には継承権が確認され、以降1796年から1806年と1807年から1823年までスコットランド貴族代表議員を務めた。また、1797年から1823年までセルカークシャー統監を、1802年から1816年までスコットランド教会総会への勅使を務めた。
1823年8月1日に死去、エンフィールドで埋葬された。長男ウィリアム・ジョンが爵位を継承した。

## 家族
1784年4月13日、マリア・マーガレット・クレイヴァーリング（Maria Margaret Clavering、1756年頃 – 1821年12月29日、サー・ジョン・クレイヴァーリングの娘）と結婚、4男5女をもうけた。
- マリア・マーガレット（1785年9月9日 – 1861年7月19日） - 1816年8月29日、オーファー・ウィリアム・キルヴィングトン（Orfeur William Kilvington）と結婚
- ウィリアム・ジョン（英語版）（1786年 – 1834年） - 第9代ネイピア卿
- シャーロット（1788年1月18日 – 1789年6月6日）
- アン（1789年12月11日 – 1862年12月7日） - 1816年6月13日、第7代準男爵サー・トマス・ギブソン＝カーマイケルと結婚、子供あり
- ソフィア（1791年10月21日 – 1829年12月10日）
- フランシス（1793年7月30日 – ?） - 海軍軍人
- チャールズ（1794年10月24日 – 1874年12月15日） - 1824年、アリス・エンマ・バーンストン（Alice Emma Barnston、1834年5月16日没、ロジャー・バーンストンの娘）と結婚、子供あり。1840年7月2日、アナベラ・ジェーン・ガタカー（Annabella Jane Gatacre、1885年3月6日没、エドワード・ガタカーの娘）と再婚、子供あり
- ヘンリー・アルフレッド（1797年6月20日 – 1871年11月20日）
- キャロライン（1798年12月18日 – 1844年11月9日） - 1825年4月9日、ネヴィル・リード（Nevile Reid）と結婚、子供あり